# Den blå anemone
 For alternative betydninger, se Blå anemone.
Den blå anemone er en dansk sang med tekst af Kaj Munk og komponeret af Egil Harder. Sangen var oprindeligt et digt fra Munks digtsamling Den skæbne ej til os skrevet af digterpræsten i 1943.
Efter Munks død i 1944 lavede Harder en melodi, og sangen blev for alvor kendt, da Aksel Schiøtz fremførte den i Københavns Domkirke ved mindegudstjenesten for Munk samme år og igen i forbindelse med befrielsesgudstjenesten i 1945.

## Sangens baggrund og historie
Kaj Munk, der stammede fra Lolland, besøgte engang i 1940'erne sin fødeø og fik dér øje på en blå anemone, som han tog med hjem til Vedersø ved den jyske vestkyst og plantede i terrænet. Til hans store overraskelse spirede anemonen i det tidlige forår, og Munk blev så rørt over dens overlevelsesevne i den barske vestjyske natur, at han efterfølgende skrev et hyldestdigt til den lille blomst.
Efter at have fået det trykt ved Bogtrykker Rasmussen i Ringkøbing i august 1943, sendte han 300 eksemplarer af digtet ud som en julehilsen til sin venne- og bekendtskabskreds i slutningen af året. Digtet kunne ikke offentliggøres, da det var et brud på den tyske besættelsesmagts trykkeforbud i Danmark på dette tidspunkt. Få uger senere, 4. januar 1944, blev Kaj Munk myrdet af en gruppe nazister i Hørbylunde Bakker vest for Silkeborg, men "Den blå anemone" og den tilhørende digtsamling blev trykt og publiceret illegalt i den tid der fulgte.
Teolog og pastor emeritus Carl P. Behrens, der i en årrække har interesseret sig for Kaj Munks forfatterskab og skrevet flere bøger om digterpræsten, mener at digtet i høj grad er et udtryk for ordets og åndens magt imod den fremmede militære besættelse af Danmark. Han ser "Den blå anemone" som et nationaldigt, der forenede nationen og gik lige i hjerterne på danskerne, idet "Amazonen fra Vedersø" trods alle odds men med Guds hjælp, bliver en alvorlig trussel imod den nazistiske besættelsesmagt. På denne måde var digtet, post mortem, Kaj Munks sidste bidrag til Frihedskampen.

## Eftertiden
Siden Aksels Schiøtz' fremførelse af "Den blå anemone" i 1944, har der været indsunget adskillige versioner af sangen. I 1951 indsang Mogens Wieth en version, og også Tonny Landy, Alberte Winding & Povl Dissing samt elektro-rockbandet Nephew har udgivet deres fortolkninger af sangen.
I 2018 kom den i top fem på en liste over de populæreste sange fra Højskolesangbogen.
I tv-serien Hun roder med den danske sangskat ses DR Big Bands chefdirigent Miho Hazama arrangerer en udgave for bigband.

## Eksternt link
- Digterpræsten og den blå anemone, dks-folkekirken.dk